# Li Songsong
Li Songsong, en chino 李松松; (Beijing, 1973) es un pintor que trabaja en Beijing.
Sus pinturas recrean imágenes de recursos públicos de la historia china moderna, como el Congreso Nacional del Pueblo. Li trabaja en lienzos a gran escala con pintura al óleo. El cuadro de Li Songsong, El Decamerón, se vendió por 273.600 dólares estadounidenses en la casa de subastas Christie's en 2006.

## Biografía
Li se graduó en la Escuela Subsidiaria de la Academia Central de Bellas Artes (CAFA) ubicada en Beijing en 1996 y recibió su título de Licenciado en Bellas Artes en pintura al óleo de la Academia Central de Bellas Artes. Fue uno de los primeros artistas chinos en establecer un estudio en el 798 Arts District de Beijing en 2002. Li es conocido como pintor de historia porque basa su trabajo en una amplia gama de acontecimientos de la historia china, con énfasis en la historia china moderna. Utiliza imágenes principalmente de periódicos, revistas, Internet, libros y fotografías de películas. A pesar de este uso intensivo de imágenes políticas, Li no se considera un artista político. Su deconstrucción de las imágenes elimina los prejuicios e invita a la interpretación. Su artista favorito, sin embargo, es el político Ai Weiwei. Se le ha llamado miembro de la generación «intermedia» de China. Esto se debe a que Li, nacido en una familia militar bien ubicada, es demasiado joven para haber experimentado la vida bajo Mao Zedong, pero lo suficientemente mayor para recordar el levantamiento de la Plaza Tiananmen, que ocurrió mientras asistía a la escuela secundaria afiliada a CAFA de China.
«Es un miembro de la generación 'intermedia' de China, demasiado joven para haber presenciado directamente la vida bajo Mao, pero lo suficientemente mayor para recordar el levantamiento de la Plaza de Tiananmen, lo que lo distingue tanto de sus compañeros mayores que vivieron la Revolución Cultural como de colegas más jóvenes que solo han conocido una relativa apertura y una creciente conciencia internacional de la escena artística experimental de China».
En un artículo de Art in America, el autor Richard Vine dijo: «No elige imágenes para hacer una descripción; reacciona a las imágenes que desencadenan sus respuestas artísticas más fuertes e intuitivas».

## Estilo artístico
El trabajo de Li se caracteriza por el contraste entre su retrato de eventos y su técnica expresiva emocional. Su estilo de pintura es único en el sentido de que deforma y reconstruye sus imágenes con capas de pintura, a menudo sección por sección en una variedad de colores, dando al trabajo final un mensaje abstracto y ambiguo que se deja a la interpretación del espectador. Las secciones se completan metódicamente de arriba a la izquierda a abajo a la derecha, dando a las piezas terminadas una apariencia de collage. Los detalles de la fotografía original se borran mientras se enfatizan las figuras, lo que permite que la pintura aparezca como emergente o desaparezca. Li usa estrictamente pinceles para crear su obra de arte, aunque muchas de sus pinturas muestran una variedad de texturas y técnicas que casi salen de la superficie. Su medio es la pintura al óleo aplicada a lienzos y paneles de aluminio. A menudo escucha música mientras trabaja en su estudio, afirmando que es indispensable para él. Li es consciente del efecto discordante y psicológico que pueden tener sus pinturas, y explica que «hay una pequeña disonancia cognitiva». Al describir su visión de su obra de arte, Li dice: «Es como contar una historia llena de violencia y sangre con una gran sonrisa en el rostro. Es cómo se cuentan las historias lo que te atrae, y ese es el arte de hacerlo. Todos conocen la historia. Lo importante es cómo lo cuentes». Li dice que cada etapa de su obra de arte es importante. Comienza con una idea simple y su objetivo es unir diferentes personas e ideas.
«Li Songsong se preocupa por la humanidad intrínseca que sustenta todas las imágenes que se apropia y los recuerdos que tienen el potencial de traer a la mente de su audiencia».

## Influencias
La fotografía conceptual china se convirtió en una tendencia importante en el arte chino contemporáneo a mediados de los 90. La interrelación entre fotografía y pintura es un tema fundamental en el arte chino contemporáneo. Esto se debe a que el arte durante la era posterior a la Revolución Cultural se vio dramáticamente afectada por esta interrelación de muchas maneras diferentes, por lo que es casi imposible que los fotógrafos y pintores al óleo lo ignoren. Otros artistas que se vieron afectados por esta interrelación y la integraron en su trabajo fueron Chen Danqing, Hong Lei, Liu Zheng, Shi Chong y Han Lei.
Li también fue fuertemente influenciado por una serie de libros conocidos como «la locura de las fotos antiguas» (lao zhaopian re) publicada durante la China contemporánea. Los libros fueron publicados por Shandong Pictorial Press, fundada en 1994, y los tres primeros números se convirtieron instantáneamente en éxitos de taquilla en el mercado masivo del libro. Se imprimieron un total de trescientos mil ejemplares de cada uno de los tres números, y se imprimieron doscientos cuarenta mil ejemplares para el cuarto y último número. Estos cuatro números se publicaron en un solo año desde diciembre de 1996 hasta octubre de 1997 y se vendieron más de 1,2 millones de copias en total. Esto convirtió a la serie en una de las publicaciones más populares en la China posterior a la Revolución Cultural. Esto hizo que muchos artistas, incluido Li, se interesaran en representar la historia y la memoria durante la era posterior a la Revolución Cultural.
El uso de fotografías en obras de arte comenzó a principios de los años 80 con fotos estresadas y dañadas de la era de la Revolución Comunista. Luego, entre mediados y finales de los 90, los artistas utilizaron imágenes para representar la segunda guerra sino-japonesa. Después de esto, los artistas experimentales comenzaron a usar fotos familiares para crear «historias privadas». Esto llevó al uso de formas de arte contemporáneo como la instalación, el video y el arte multimedia. Desde los años noventa, se ha realizado un esfuerzo por demostrar el papel de la fotografía en la creación de «vínculos de memoria» entre el pasado y el presente. Algunos artistas y fotógrafos han pasado de esto a centrarse más en la impermanencia de la historia y la memoria de los hechos que se muestran en las fotografías.
Estas fotos históricas son familiares para millones de chinos. Al incorporar fotografías en la obra de arte, los artistas pueden activar la memoria del espectador sobre el evento que se está representando, al tiempo que demuestran su talento artístico y brindan una nueva perspectiva.
Una imagen documental puede convertirse en «un símbolo visual, con un significado que se extiende mucho más allá del contenido específico de la fotografía».

## Obras seleccionadas
Li diseñó el cartel del Spoleto Festival USA de este año (2012). El festival incluye ofertas musicales y teatrales. El póster, titulado Bestia, se inspiró en una fotografía, pero se modificó con el estilo de Li de múltiples capas de pintura y secciones. El trabajo invita a la interpretación y fue una elección única para el espectáculo porque los carteles elegidos en el pasado han sido tradicionalmente audaces y de colores brillantes. Se puede interpretar que las dos figuras abstractas del cartel están relacionadas con el tema del festival, como una de las producciones de ópera «Feng Yi Ting» del compositor chino Guo Wenging. La ópera implica tramas de seducción y asesinato que finalmente salva un imperio.

## Galería

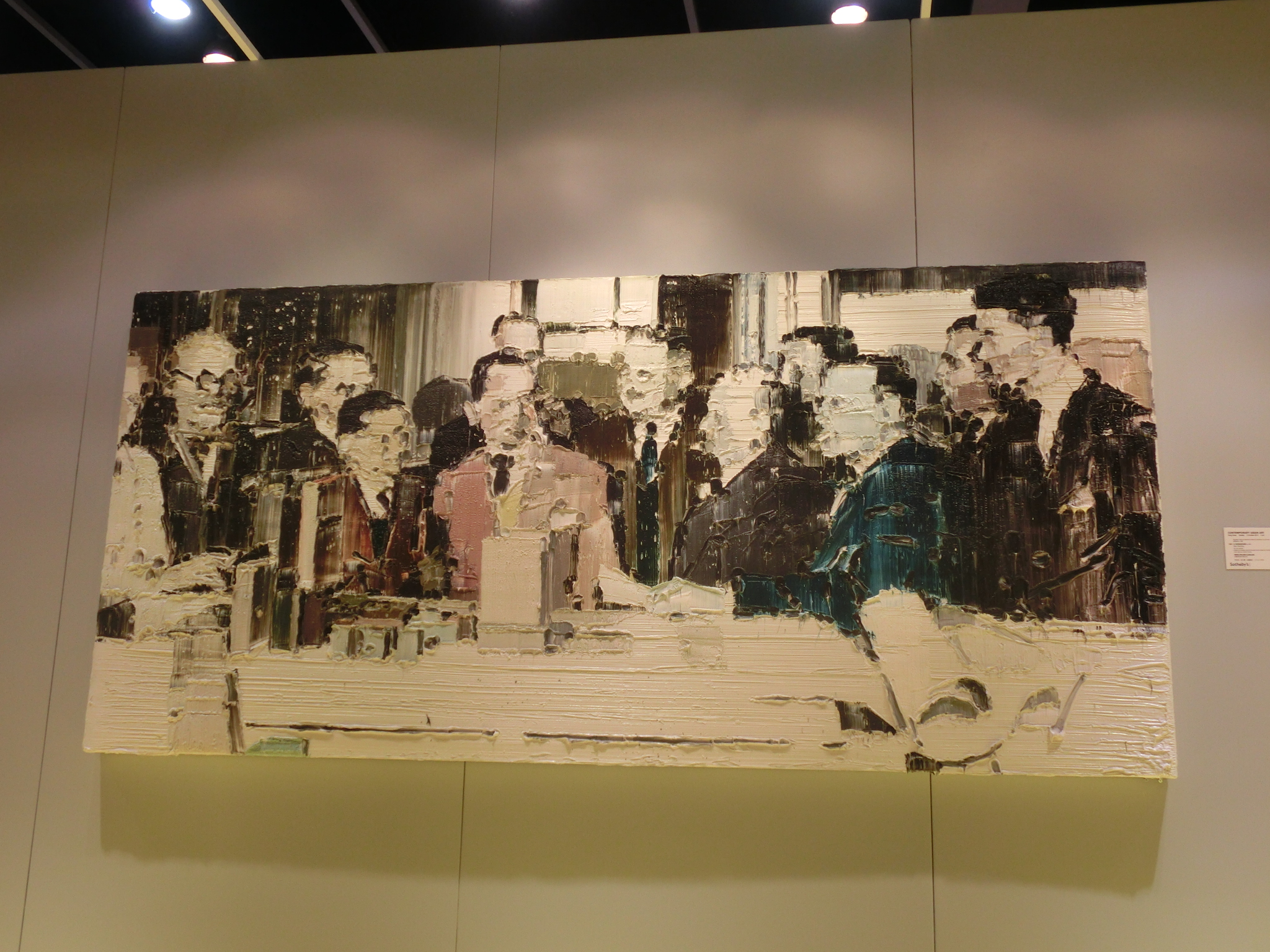
HK HKCEC Wan Chai 蘇富比

## Exposiciones

### 2011
La exposición más reciente de Li fue una exposición individual en la Pace Gallery de Nueva York. Fue la primera exposición individual de Li en los Estados Unidos e incluyó 11 pinturas al óleo de Impasto a gran escala.

### 2010
«Grandes representaciones» Esta exposición proporcionó una nueva perspectiva del arte chino contemporáneo. A través de diversas formas de arte, que incluyen video, fotografía, instalación, pintura, etc., los artistas representaron la incertidumbre en la mente del pueblo chino sobre el rápido avance y desarrollo de la sociedad china. El «juego de roles», o el uso del lenguaje corporal en el arte, se hizo popular a medida que la idea de la identidad propia comenzó a desarrollarse más en China. La identidad propia comenzó a surgir en la década de 1990. Aquí es donde entra en juego la idea del arte escénico. El curador Leng Lin dice, «en una época tan rápida de cambios, nuestras 'representaciones' han sido irrefutablemente apasionadas». Calificada como 'Real' y 'surrealista'.
Esta exposición incluyó su famosa pintura Pig Years (2010). Esta pintura mide 12 pies de alto y se completa con una variedad de colores. Se extiende por cuatro paneles separados, cada uno con paneles más pequeños superpuestos, que están unidos por placas de aluminio. La pintura parece abstracta de cerca, pero las pinceladas se organizan para revelar una pila de cerdos cuando se ve desde la distancia.

### 2009
Resumen Esta fue una exposición individual en Pace Beijing. Incluía 16 pinturas ejecutadas con el estilo de mosaico característico de Li y que representan situaciones peligrosas que involucran aviones. Se incluyó Peach Garden (2008), que lleva el nombre de Taipéi Taoyuan (literalmente «Peach Garden»), que muestra a un grupo de personas apiñadas alrededor de un avión vacío de un piloto que desertó a Taiwán alrededor de la década de 1980. Una pieza relacionada, Betrayer (2008), muestra a un piloto levantando las manos en señal de victoria después de aterrizar. Finalmente, otros dos trabajos, Máscara de oxígeno (2009) y Balsa salvavidas (2009), se basan en imágenes tomadas de un folleto de seguridad de una aerolínea. Estas obras expresan colectivamente los peligros ocultos que conlleva la libertad de vuelo. Six Men (2008), que representa a pilotos japoneses Kamikaze, y Public Enemy (2008), basada libremente en una foto de un periódico de Yang Jia, quien presuntamente mató a varios agentes de policía después de ser acusado y torturado por robar una bicicleta, eran otras dos piezas incluidas en esta exposición.
Red Storm, Rijksmuseum Twenthe Museum voor oudeen moderne kunst, Enschede, Holanda

### 2008
Christian Dior y artistas chinos, Centro Ullens de Arte Contemporáneo, Beijing, China
The Revolution Continues, Saatchi Gallery, Londres, Reino Unido
Encuentros, Pace Beijing, Beijing, China
New World Order - Arte y fotografía de instalación contemporánea de China, Museo de Groningen, Groningen, Holanda
Negociación de lenguajes visuales 2D / 3D, PKM Gallery, Beijing, China
Half-Life of a Dream, Arte chino contemporáneo de la Colección Logan, Museo de Arte Moderno de San Francisco, EE. UU.
Mahjong: Arte chino contemporáneo de la colección Sigg, Universidad de California, Museo de Arte de Berkeley, Pacific Film Archive, Berkeley, EE. UU.

### 2007
Altered, Stitched & Gathered, PS1 Contemporary Art Center, Nueva York
Mahjong - Chinesische Gegenwartskunst aus der Sammlung Sigg, Museum der Moderne, Salzburgo, Austria
Through the Painting, 2a Bienal de Moscú, Moscú, Rusia
Time Different - Nuevas obras de la colección Frank Cohen, Initial Access, Wolverhampton, Gran Bretaña
Arte de China - Colección Uli Sigg, Centro Cultural Banco do Brasil, Río de Janeiro, Brasil

### 2006
Hipnogénesis, Galerie Urs Meile, Lucerna, Suiza
Hipnogénesis, Galerie Urs Meile, Beijing, China
CHINA NOW - Faszination einer Weltveränderung, Sammlung Essl, Klosterneuburg / Viena, Austria
Mahjong - Chinesische Gegenwartskunst aus der Sammlung Sigg, Hamburger Kunsthalle, Alemania

### 2005
ADN PICTORIAL fabricado en China, Galerie Urs Meile, Lucerna, Suiza
Mahjong - Chinesische Gegenwartskunst aus der Sammlung Sigg, Kunstmuseum Bern Suiza
CHINA: visto POR ARTISTAS CHINOS CONTEMPORÁNEOS, Spazio Oberdan, Milán, Italia

### 2004
Recibió una mención de honor en los 4º Premios de Arte Contemporáneo de China.
Pintura fotográfica de China, Galería de la temporada de arte de China, Beijing
China und fue mich sonst bewegt, Galerie 99, Aschaffenburg
Exposición individual, Belgische Botschaft Beijing

### 2003
Mano izquierda, mano derecha, Deutsch-Chinesische Gemeinschaftsausstellung zeitgenössischer Kunst, 798 Space, Beijing 3.
fade in, Fotografie Ausstellung, 798 Art Space, Beijing

### 2002
China Contempo, Art Seasons Gallery, Singapur
Cara a cara, arte contemporáneo chino e indio, Shen Gallery, Singapur